# Stealers Wheel
Stealers Wheel was een Schotse folkrockband die in 1971 in Paisley (Schotland) werd opgericht door folkzangers/liedjesschrijvers Joe Egan, Gerry Rafferty en Rab Noakes. De band werd in de vroege jaren zeventig beschouwd als de Britse versie van Crosby, Stills, Nash & Young.

## Geschiedenis
Op de eerste lp bestond Stealers Wheel uit drummer Rod Coombes, bassist Tony Williams, sologitarist Paul Pilnick, Joe Egan en Gerry Rafferty. Nadat ze twee singles hadden uitgebracht die niet zo veel succes hadden, verliet Rafferty de groep. Ook Williams stapte op en nieuwe leden werden voormalig Spooky Tooth lid Luther Grosvenor en bassist DeLisle Harper. Toen Stuck in the middle with you onverwacht een wereldhit werd, haastte Rafferty zich om terug te keren, waardoor de band uit zes leden ging bestaan. Van Stuck in the middle with you, een in de traditie van Bob Dylan en The Beatles geschreven nummer, werden wereldwijd meer dan een miljoen exemplaren verkocht.
Het debuutalbum Stealers Wheel (1972, geproduceerd door Leiber & Stoller) verkocht behoorlijk en bereikte nummer 50 in de Amerikaanse albumcharts. De single Late again (uitgebracht vóór Stuck in the middle with you) werd in sommige landen zelfs alsnog een bescheiden hit. De band nam als zesmansformatie de single Everything Will Turn Out Fine op, maar Rafferty was ontevreden over het feit dat Leiber & Stoller probeerden de plaat te laten klinken als Stuck in the middle, part 2. Hij haalde Egan over om als duo door te gaan, en de overige vier leden werden aan de kant gezet. Op het volgende album Ferguslie Park (1973) stond een nieuwe opname van Everything Will Turn Out Fine, die nogal verschilde van de single-versie. Met name Grosvenors gitaarwerk werd node gemist. Doordat alle heruitgaven de 'duo-versie' bevatten is de originele single van de zesmans Stealers Wheel een collector's item geworden. Met de single Star scoorde het duo Rafferty-Egan nog een bescheiden hit, en het nummer is tot op de dag van vandaag nog relatief populair. Maar het succes van het eerste album werd niet geëvenaard.
De uitgave van het derde en laatste album werd door verschil van inzichten tussen Egan en Rafferty meer dan 1,5 jaar vertraagd. Zij konden het niet eens worden of ze als groep of als duo door moesten gaan, en verschilden van mening op artistiek vlak. Het laatste album, Right or Wrong, kwam in 1975 uit zonder dat er nog een Stealers Wheel was om de plaat te promoten.
Rod Coombes speelde later in o.a. The Strawbs, Paul Pilnick (een voormalig lid van Merseybeatgroep The Big Three) in Deaf School, Luther Grosvenor o.a. in Mott the Hoople (onder het alias Ariel Bender), DeLisle Harper in Gonzalez en Tony Williams als bassist van Jethro Tull. Rafferty bouwde een succesvolle solocarrière op, maar Egan verdween langzaam in de vergetelheid. Hij runt al jaren een uitgeverijtje in Schotland.
Het nummer Stuck in the middle with you werd in 1992 gebruikt door Quentin Tarantino als soundtrack voor de film Reservoir Dogs, waarmee de band opnieuw enige tijd belangstelling verwierf. De drie albums van de band werden in 2004/2005 opnieuw uitgebracht door het Britse label Lemon Recordings. In 2008 begon Tony Williams op zijn website concerten van Stealers Wheel aan te kondigen. Het bleek te gaan om een samenwerking met originele bandleden Rod Coombes en Paul Pilnick plus zanger Tony Mitchell, echter zonder de geluidsbepalende stemmen van Rafferty en Egan. Voor zover bekend heeft de band tot nu toe eenmaal opgetreden (in Blackpool, Engeland).
Een reünie zit er niet meer in: Gerry Rafferty overleed op 4 januari 2011. Rab Noakes in 2022.

## Discografie

### Albums
| Album met eventuele hitnotering(en) in de Nederlandse Album Top 100 | Datum van verschijnen | Datum van binnenkomst | Hoogste positie | Aantal weken | Opmerkingen                        |
| ------------------------------------------------------------------- | --------------------- | --------------------- | --------------- | ------------ | ---------------------------------- |
| Stealers Wheel                                                      | 1972                  | -                     |                 |              |                                    |
| Ferguslie Park                                                      | 1973                  | 22-12-1973            | 15              | 8            |                                    |
| Right or wrong                                                      | 1975                  | 05-04-1975            | 32              | 3            |                                    |
| Collected                                                           | 02-02-2011            | 05-02-2011            | 3               | 17           | met Gerry Rafferty / Verzamelalbum |

| Album met hitnotering(en) in de Vlaamse Ultratop 200 albums | Datum van verschijnen | Datum van binnenkomst | Hoogste positie | Aantal weken | Opmerkingen                        |
| ----------------------------------------------------------- | --------------------- | --------------------- | --------------- | ------------ | ---------------------------------- |
| Collected                                                   | 2011                  | 26-02-2011            | 81              | 2            | met Gerry Rafferty / Verzamelalbum |

### Singles
| Single met eventuele hitnotering(en) in de Nederlandse Top 40 | Datum van verschijnen | Datum van binnenkomst | Hoogste positie | Aantal weken | Opmerkingen                               |
| ------------------------------------------------------------- | --------------------- | --------------------- | --------------- | ------------ | ----------------------------------------- |
| Stuck in the middle with you                                  | 1973                  | 12-05-1973            | 12              | 7            | Nr. 8 in de Single Top 100                |
| Late again                                                    | 1973                  | 16-06-1973            | 4               | 11           | Nr. 4 in de Single Top 100 / Alarmschijf  |
| Everything'll turn out fine                                   | 1973                  | 25-08-1973            | 12              | 6            | Nr. 10 in de Single Top 100 / Alarmschijf |
| Star                                                          | 1973                  | 15-12-1973            | 14              | 6            | Nr. 11 in de Single Top 100               |
| Good businessman                                              | 1974                  | 08-06-1974            | tip 17          | -            |                                           |
| Late again                                                    | 1978                  | 24-06-1978            | tip 7           | -            | Nr. 38 in de Single Top 100               |

### NPO Radio 2 Top 2000
| Nummers met noteringen in de NPO Radio 2 Top 2000 | '99  | '00  | '01  | '02  | '03  | '04  | '05  | '06  | '07  | '08  | '09  | '10  | '11  | '12  | '13  | '14  | '15  | '16  | '17  | '18  | '19  | '20  | '21  | '22  | '23  | '24  |
| ------------------------------------------------- | ---- | ---- | ---- | ---- | ---- | ---- | ---- | ---- | ---- | ---- | ---- | ---- | ---- | ---- | ---- | ---- | ---- | ---- | ---- | ---- | ---- | ---- | ---- | ---- | ---- | ---- |
| Late Again                                        | 810  | 674  | 820  | 748  | 806  | 867  | 902  | 1002 | 1087 | 925  | 1223 | 1261 | 1227 | 1491 | 1537 | 1716 | 1774 | 1873 | 1922 | -    | -    | -    | -    | -    | -    | -    |
| Stuck in the Middle with You                      | 1355 | 1047 | 1107 | 1186 | 1348 | 1013 | 1181 | 1430 | 1336 | 1262 | 1323 | 1334 | 1195 | 1195 | 934  | 1304 | 1228 | 1133 | 1224 | 1269 | 1252 | 1256 | 1257 | 1361 | 1588 | 1603 |

1. ↑  Een '-' betekent dat het nummer niet was genoteerd en een vetgedrukt getal geeft de hoogste notering van een nummer aan.